# Works Volume I
Works Volume I ist das fünfte Studioalbum der britischen Progressive-Rock-Band Emerson, Lake and Palmer. Auf dem 1977 erschienenen Doppelalbum veröffentlichte jedes der drei Bandmitglieder auf einer Seite der zwei Platten eigene Stücke. Auf der vierten Seite finden sich gemeinsame Songs.

## Inhalt
Das Album wurde vier Jahre nach dem letzten, sehr erfolgreichen Studioalbum Brain Salad Surgery veröffentlicht und unterscheidet sich stilistisch vom Vorgänger. Auf Seite 1 befindet sich ein von Keith Emerson geschriebenes und zusammen mit dem London Philharmonic Orchestra aufgenommenes Klavierkonzert. Die Seite 2 von Greg Lake enthält Akustikballaden, von denen er die meisten zusammen mit Peter Sinfield geschrieben hat. Die Seite Carl Palmers enthält unter anderem eine Version des Songs Tank aus dem ersten Album. Auf der vierten Seite präsentiert die Band die zwei langen Songs Pirates und eine neue Version von Aaron Coplands Fanfare for the Common Man.

## Titelliste

### Seite 1 (Keith Emerson)
1. Piano Concerto No. 1
  1. First Movement: Allegro Giocoso  – 9:21
  2. Second Movement: Andante Molto Cantabile  – 2:09
  3. Third Movement: Toccata Con Fuoco  – 6:48

### Seite 2 (Greg Lake)
1. Lend Your Love To Me Tonight  – 4:01
2. C’est La Vie  – 4:16
3. Hallowed Be Thy Name  – 4:35
4. Nobody Loves You Like I Do  – 3:56
5. Closer To Believing  – 5:33

### Seite 3 (Carl Palmer)
1. The Enemy God Dances With The Black Spirits  – 3:20
2. L.A. Nights  – 5:42
3. New Orleans  – 2:45
4. Bach Two Part Invention In D Minor  – 1:54
5. Food For Your Soul  – 3:57
6. Tank  – 5:09

### Seite 4 (Emerson, Lake & Palmer)
1. Fanfare for the Common Man  – 9:40 (Aaron Copland)
2. Pirates  – 13:19

## Rezeption
Die Retrospektive Bruce Eders vom Musikportal AllMusic fiel gemischt aus. Er kritisiert insbesondere die Solostücke Keith Emersons „Piano Concerto als auf dem Niveau eines guten Musikstudenten, ohne viel Originalität“, und das von Greg Lake vorgestellte Stück „C’est la Vie sagt nur wenig, was nicht schon auf ihrem vorherigen Album besser und kürzer ausgedrückt wurde“. Eder lobt die Seite 3 von Carl Palmer und Seite 4 der Gruppe, kam aber zu dem Schluss, dass die Gruppenlieder „viel altes Terrain abdecken, wenn auch in kunstvoller und stilvoller Weise“. Die Rezensenten der Babyblauen Seiten bewerten das Album höchst unterschiedlich, jedoch erreicht es in der Summe lediglich acht von 15 Punkte.